# Virtual Studio Technology
Virtual Studio Technology (også kendt ved forkortelsen VST) fra Steinberg er et interface beregnet til, at sammenbinde softwarebaserede synthesizere og effekt-plug-ins med lydredigeringsprogrammer og harddiskoptagersystemer. VST-baserede instrumenter forkortes VSTi.
VST-opsætninger fungerer ved at der er en "host" (vært), der tilknyttes et respektive VST-plugin. Med udgangspunkt i VST-teknologien vil de to programmer kommunikere og udveksle oplysninger. På den måde er det eksempelvis muligt at optage et MIDI-keyboard, der gennem en softwarebaseret sampler simulerer en violin.
| Software | Spire Denne artikel om software og programmering er en spire som bør udbygges. Du er velkommen til at hjælpe Wikipedia ved at udvide den. |